# Tofig Bakikhanov
Tofig Bakikhanov (en azerí: Tofiq Bakıxanov; Bakú, 8 de diciembre de 1930) es compositor de Azerbaiyán, Artista del Pueblo de la RSS de Azerbaiyán.

## Biografía
Tofig Bakikhanov nació el 8 de diciembre de 1930 en Bakú. En 1953 y 1957 se graduó de la Academia de Música de Bakú en la especialidad de violín y de compositor en la clase de Qara Qarayev. En 1950-1953 trabajó como violinista en un trío en la Filarmónica Estatal de Azerbaiyán. Desde 1953 enseñó en el Colegio de Música de Bakú. También trabajó en la Academia de Música de Bakú desde 1970.
Tofig Bakikhanov es autor de conciertos para violín, violonchelo, flauta, oboe y comedias musicales. Actualmente, el compositor es profesor de la Academia de Música de Bakú. Desde 1969 hasta el presente Tofig Bakikhanov actuó en los conciertos en París, Moscú, Tiflis, Estambul, Esmirna, Teherán y otras ciudades. En 1968 fue presentado el ballet del compositor “Balada del Caspio” en el Teatro de Ópera y Ballet Académico Estatal de Azerbaiyán.
Tofig Bakikhanov es hijo del famoso intérprete de tar de Azerbaiyán, Ahmed Bakikhanov, y bisnieto de Abbasgulu Bakıjanov.

## Filmografía
- 1982 – “İşgüzar səfər”
- 2000 – “Tofiq Bakıxanov”
- 2001 – “Ashiq Veysel”
- 2003 – “Əhməd Bakıxanov”

## Premios y títulos
- Medalla al Trabajador Veterano
- Artista de Honor de la RSS de Azerbaiyán (1973)
- Artista del Pueblo de la RSS de Azerbaiyán (1990)
- Orden Shohrat (2000)
- Artista del Pueblo de la República Autónoma de Najicheván (2016)[2]